# Thomas McGuire
Thomas McGuire (Ridgewood, 1º agosto 1920 – Negros, 7 gennaio 1945) è stato un militare e aviatore statunitense che prestò servizio nella United States Army Air Forces come ufficiale aviatore durante la seconda guerra mondiale.
Fu il secondo asso statunitense con 38 aerei abbattuti dietro all'asso degli assi Richard Bong.

## Biografia
Nato nello Stato del New Jersey, si trasferì con sua madre nello Stato della Florida a Sebring dove frequentò la Sebring High School terminandola nel 1938. Studiò poi alla Georgia Institute of Technology.
Il suo primo compito in guerra fu la perlustrazione aerea delle Isole Aleutine e di parte dell'Alaska alla guida di un Bell P-39 Airacobra, venne inizialmente assegnato al 54th Fighter Group. Nel dicembre del 1942 tornò negli USA e sposò Marilynn Giesler. Dal febbraio del 1943 iniziò il suo addestramento nell'Orange County Airport, stato della California, si stava organizzando un gruppo con i soli Lockheed P-38 Lightning il cui comando venne affidato a George Kenney e lui ne fece parte.
Nel marzo del 1943 giunse in Australia. Durante una missione subì diverse ferite e venne ricoverato per sei settimane nell'ospedale militare prima di congiungersi con la sua unità. Morì durante uno scontro aereo il 7 gennaio 1945.
Per le sue prestazioni in guerra venne introdotto dell'Aviation Hall of Fame di New Jersey, del The Georgia Aviation Hall of Fame, e del National Aviation Hall of Fame.